# 松山市立新玉小学校
松山市立新玉小学校（まつやましりつ あらたましょうがっこう）は、愛媛県松山市にある公立小学校である。

## 概要
松山市中心部の西南に位置し、東西約2km（千舟町〜生石町）、南北約1km（味酒町〜湊町）を校区としている。校区のほぼ中央にJR四国の松山駅があり、予讃線が南北に伸びている。また、伊予鉄道高浜線の大手町駅もあり、校区の東側は交通の便が良い。また、松山市総合コミュニティセンターをはじめ、松山総合公園などの文化施設も充実している。

### 規模
- 児童数：540名
- 学級数：16

（令和3年度）

### 教育方針
- 考える子・やさしい子・たくましい子

### 服装
標準服が存在する。但し、市内の他の小学校で採用している標準服とはデザインが異なる。

## 沿革
- 1874年（明治7年）12月 - 愛媛県温泉郡朝美村で、朝日尋常小学校（のちに新玉小学校に合併）が設置される。
- 1911年（明治44年）4月 - 第一尋常小学校、第二尋常小学校の児童を分け、松山市新玉町（現在の千舟町7丁目）に、第五尋常小学校として創設される。
- 1926年（大正15年） - 温泉郡朝美村は、松山市に合併される。
- 1927年（昭和2年） - 朝日尋常小学校を第五尋常小学校仮校舎とする。
- 1929年（昭和4年）4月 - 新玉尋常小学校に改称。朝日仮校舎を廃止し統合。
- 1935年（昭和10年） - 松山市議会で校舎の新築移転（現在地への移転）が決議。
- 1938年（昭和13年）10月 - 松山市八代町（現在の千舟町8丁目）に新校舎落成。
- 1939年（昭和14年）4月 - 松山市新玉青年学校を新設。同時に女子青年学校を移設。
- 1941年（昭和16年）4月 - 松山市新玉国民学校に改称。
- 1945年（昭和20年）7月 - 松山空襲。校舎全焼。
- 1947年（昭和22年）4月 - 松山市立新玉小学校に改称。
- 1948年（昭和23年）11月 - 南校舎落成。
- 1950年（昭和25年）3月 - 北校舎落成。
- 1954年（昭和29年）8月 - プール（縦20ｍ、横10ｍ）竣工。
- 1955年（昭和30年）8月 - 特別教室、給食室、保健室、宿直室を増築。
- 1960年（昭和35年）10月 - 西校舎（鉄筋）落成。50周年式典開催。
- 1960年（昭和35年）11月 - 現在の校歌を制定。
- 1962年（昭和37年）3月 - 木造講堂を改築し、鉄筋体育館を落成。
- 1962年（昭和37年）10月 - 第13回全国学校図書館研究大会を開催。
- 1965年（昭和40年）6月 - 交通公園、完成。
- 1967年（昭和42年）7月 - プール（25ｍ）を移築。
- 1974年（昭和49年）3月 - 木造北校舎を取壊し、鉄筋4階建本館校舎を新築。
- 1975年（昭和50年）3月 - 木造南校舎を取壊し、鉄筋4階建東校舎を本館に増築。
- 1985年（昭和60年）3月 - 図書館、体育館、給食室を改築。新玉共同調理場を新設。

## アクセス
- 伊予鉄バス松山コミュニティセンター前バス停下車

## ゆかりの偉人
- 下村為山 - 俳人。校区内（三番町6丁目）に生まれる。
- 船田ミサヲ - 済美高校の創設者。新玉小学校南に校舎を新設し、済美女学院を開校する。
- 森茂雄 - 阪神タイガース初代監督。第五尋常小学校卒業。
- 景浦将 - 阪神タイガース強打者。野球殿堂入り。第五尋常小学校卒業。
- らくさぶろう - タレント